# Воздушная тюрьма
«Воздушная тюрьма» (англ. Con Air) — американский кинофильм, вышедший на экраны в 1997 году. Номинировался на две премии «Оскар»: за лучший звук и за лучшую оригинальную песню («How Do I Live»), однако проиграл в обеих номинациях «Титанику» Джеймса Кэмерона.
В Северной Америке фильм собрал $101 117 573 и $122 894 661 в других странах (всего в мире сборы составили $224 012 234).
Con Air — прозвище агентства федерального правительства США, занимающегося перевозкой лиц, находящихся под стражей, между тюрьмами, центрами содержания под стражей, зданиями судов и другими учреждениями (JPATS).

## Сюжет
1989 год. Отставной рейнджер Кэмерон По встречается в баре со своей женой Тришей. Вскоре на улице на них нападают хулиганы и Кэмерон, защищаясь, убивает одного из них. По совету адвоката Кэмерон признаёт себя виновным, однако судья считает, что обвиняемый «применил военные навыки против мирных жителей» и приговаривает его к 7-10 годам тюрьмы. По не падает духом, тренирует тело, учит испанский язык и завязывает дружбу с другими заключёнными, в том числе с Майком О'Дэллом («Бэби-О»).
Проходит 8 лет (1997 год). На борту самолёта С-123 «Jailbird» заключённых под охраной перевозят в новую тюрьму и среди них оказывается досрочно освобождённый Кэмерон По. Агент УБН Дункан Мэллой собирается отправить на борт самолёта своего федерального агента Уильяма Симса, который следил бы за ситуацией и даёт ему с собой пистолет. Маршал Винс Ларкин просит отдать ему оружие, так как на тюремном самолёте ни у кого нет оружия. Мэллой выполняет его просьбу, но потом тайно передаёт Симсу пистолет.
Во время полёта особо опасный рецидивист Сайрус Гриссом («Сирус-Вирус») вместе со своими сообщниками захватывает самолёт, убивая второго пилота, врача и нескольких охранников, и освобождает заключённых. Он забирает пистолет у убитого второго пилота, но подосланный Мэллоем агент Симс случайно раскрывает себя и погибает. «Бэби-О» нужен инсулин (он диабетик) и Кэмерон обещает помочь. Гриссом заставляет командира экипажа сказать диспетчеру, что на борту самолёта всё в порядке.
Ларкин в это время находит в камере Сайруса чертежи тюремного самолёта и раскрывает его планы. Один из охранников открывает коробку Гриссома, в которой оказывается бомба и происходит взрыв.
Тем временем «Сирус-Вирус» со своими помощниками надевают форму полицейских и приземляются в Карсон-Сити, чтобы обменять троих белых заключённых. Но они были убиты во время захвата самолёта, и Гриссом отправляет «добровольцев», в числе которых и командир экипажа. По отказывается покинуть самолёт, чтобы помочь «Бэби-О» и охраннице Салли Бишоп. Полиция отдаёт взамен десятерых преступников, в числе которых и маньяк Гарланд Грин. Помощник «Сируса» Джо Паркер («Бильярд») переставляет транспондер от C-123 на другой самолёт, но не успевает сесть на «Jailbird», пытается догнать его во время взлёта и в итоге гибнет, попав под его шасси.
Ларкин анализирует информацию и понимает, что Кэмерон является его «союзником» на борту C-123 и пытается отговорить Мэллоя сбивать самолёт. Кэмерон тем временем по приказу «Бриллиантового Пса» выкидывает из самолёта застрявшее в створках шасси тело «Бильярда», но перед этим пишет на его одежде сообщение для Ларкина; тело «Бильярда» приземляется прямо в городе, Винсу сообщают о находке. Он понимает, что Мэллой летит не за тем самолётом, однако тот отказывается слушать маршалла. Ларкин угоняет автомобиль Мэллоя и едет в заброшенный аэродром Лернер-Филд, чтобы встретиться с преступниками. Кэмерон убивает сообщника «Сируса» Уильяма Бэдфорда («Билли-Бедлам»), который раскрыл его.
«Болотный Леший» сажает самолёт в Лернер-Филд, однако тот увяз в песке. Ларкин теряет сознание от упавших на него обломков сарая, разбросанных самолётом при посадке. Бандиты берут в плен троих охранников, но, благодаря вмешательству По, не убивают их. По собирается добыть инсулин для «Бэби-О», однако сталкивается с мексиканскими бандитами, которых убивает при помощи Ларкина. Босс и сообщник «Сируса» Франсиско Синдино бросает преступников и собирается улететь на своём самолёте, но Ларкин сбивает его при помощи подъёмного крана. «Сирус» не прощает предательства Синдино и жестоко расправляется с ним, спалив заживо. Гарланд Грин, прогуливаясь по местности, встречает маленькую девочку, с которой он играет в куклы, поёт вместе с ней и в итоге не убивает её.
На Лернер-Филд приезжает гвардия. Бандиты устраивают для них засаду, но Ларкин с помощью грузовика спасает их. Кэмерон бежит к самолёту вместе с инсулином. Насильник Джонни Бака («Джонни-23») собирается изнасиловать охранницу Салли, но подоспевший По вырубает его и спасает её, а также жизнь «Бэби-О»; «Jailbird» взлетает. «Сирус» пытается узнать, кто донёс на него полиции, и «Бэби-О» признаётся ему вместо По; «Сирус» стреляет в него. Самолёт преследуют вертолёты с Ларкином и Мэллоем, Ларкин закрывает своим вертолётом C-123 и просит Мэллоя не сбивать его, что в итоге тот и делает. По сражается с бандитами и получает ранение в левую руку, а Салли вырубает Гриссома. По приходит в кабину пилотов к «Болотному Лешему» и приказывает ему сажать самолёт. C-123 совершает жёсткую посадку в Лас-Вегасе прямо перед казино и частично разрушается, во время посадки погибает «Джонни-23». Преступников арестовывают, «Бэби-О» забирает скорая помощь, но «Сирус-Вирус», «Болотный Леший» и «Бриллиантовый Пёс» сбегают на пожарной машине. По и Ларкин преследуют их на полицейских мотоциклах и в тяжёлой схватке останавливают преступников. В конце фильма Кэмерон встречается с женой Тришей и 8-летней дочкой Кейси и дарит дочери плюшевого розового кролика, которого он купил ей в подарок на день рождения.
Фильм заканчивается сценой, где, видимо, исправившийся Гарланд Грин играет в казино.

## В ролях
| Актёр              | Роль |
| ------------------ | --- |
| Николас Кейдж      | Кэмерон По отставной рейнджер, муж Триши, отец Кейси, друг «Бэби-О», Салли и Винса                                        |
| Джон Кьюсак        | Винсент (Винс) Ларкин федеральный маршал, друг Кэмерона                                                                   |
| Джон Малкович      | Сайрус Гриссом («Сирус-Вирус») убийца, грабитель-рецидивист                                                               |
| Майкелти Уильямсон | Майкл (Майк) О'Дэлл («Бэби-О») заключённый, друг Кэмерона и Салли                                                         |
| Рейчел Тикотин     | Салли Бишоп охранница, подруга Кэмерона и «Бэби-О»                                                                        |
| Винг Реймс         | Натаниэл (Натан) Джонс («Бриллиантовый Пёс») бывший генерал группировки «Чёрных горилл» («Чёрная семья»), сообщник Сируса |
| Ник Чинланд        | Уильям Бэдфорд («Билли-Бедлам») убийца, сообщник Сируса                                                                   |
| Дэнни Трехо        | Джонни Бака («Джонни-23») серийный насильник                                                                              |
| Колм Мини          | Дункан Мэллой агент УБН                                                                                                   |
| Джон Роселиус      | Дэверс начальник Винса Ларкина                                                                                            |
| М. К. Гейни        | Эрл Уильямс («Болотный Леший») пилот, угонщик транспортных средств                                                        |
| Хосе Баррего       | Франсиско Синдино авторитет мексиканских боевиков, наркодилер, миллиардер                                                 |
| Реноли Сантьяго    | Рамон Мартинез («Салли-Не умею танцевать») гей-латинос                                                                    |
| Дейв Шаппелл       | Джо Паркер («Бильярд») грабитель, наркоман, помощник Сируса                                                               |
| Стив Бушеми        | Гарланд Грин («Мариеттский потрошитель») маньяк-убийца                                                                    |
| Моника Поттер      | Триша По жена Кэмерона, мама Кейси                                                                                        |
| Ландри Оллбрайт    | Кейси По дочь Кэмерона и Триши                                                                                            |
| Энджела Федерстон  | Джинни помощница Винса Ларкина                                                                                            |
| Стив Истин         | Фолзун начальник охраны                                                                                                   |
| Хосе Суньига       | Уильям Симс агент УБН |
| Фредрик Лене       | КВС C-123 «Jailbird» |
| Марти Максорли     | второй пилот C-123 «Jailbird»                                                                                             |
| Даббс Грир         | старик под грузовиком на аэродроме Лернер-Филд                                                                            |
| Эмилио Ривера      | Карлос |
| Джон Дил           | адвокат Кэмерона (в титрах не указан)                                                                                     |
| Пауэрс Бут         | офицер на похоронах (голос, в титрах не указан)                                                                           |

## Саундтрек
- Lynyrd Skynyrd — «Sweet Home Alabama»
- Триша Йервуд — «How Do I Live»

## Отзывы
Фильм получил смешанные отзывы кинокритиков. На сайте Rotten Tomatoes у фильма 56 % положительных рецензий из 66. На Metacritic — 52 балла из 100 на основе 23 рецензий. Роджер Эберт оценил фильм в 3 звезды из 4-х.
В 1997 году фильм стал победителем 17-й церемонии антипремии «Золотая малина» в специальной категории «Безрассудное отношение к человеческой жизни и общественной собственности», опередив таких конкурентов, как «Бэтмен и Робин» и «Парк юрского периода: Затерянный мир».
В веб-комиксе «Homestuck», главный герой Джон Эгберт — фанат фильма, и история содержит множество отсылок к его сюжету. В саундтрек комикса включены каверы на песню «How Do I Live».